# Gregory Aymond

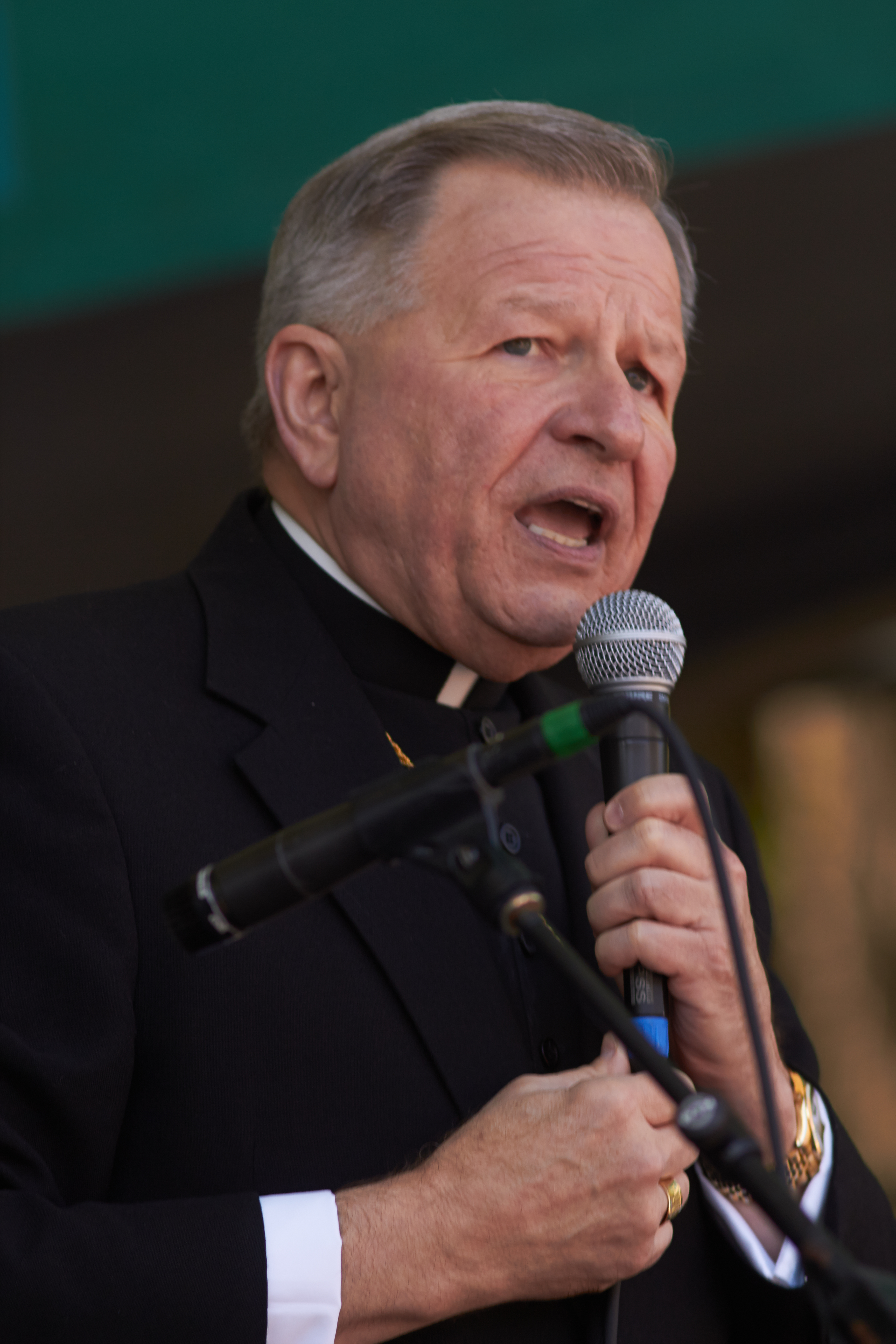
Gregory Aymond (2013)

Erzbischofswappen

Gregory Michael Aymond (* 12. November 1949 in New Orleans, USA) ist ein US-amerikanischer Geistlicher und römisch-katholischer Erzbischof von New Orleans.

## Leben
Gregory Aymond empfing am 10. Mai 1975 durch den Erzbischof von New Orleans, Philip Hannan, das Sakrament der Priesterweihe.
Am 19. November 1996 ernannte ihn Papst Johannes Paul II. zum Titularbischof von Acholla und zum Weihbischof in New Orleans. Der Erzbischof von New Orleans, Francis Schulte, spendete ihm am 10. Januar 1997 die Bischofsweihe; Mitkonsekratoren waren der Erzbischof von Miami, John Clement Favalora, und der emeritierte Erzbischof von New Orleans, Philip Hannan. Am 2. Juni 2000 ernannte ihn Johannes Paul II. zum Koadjutorbischof von Austin. Die Amtseinführung erfolgte am 3. August desselben Jahres. Gregory Michael Aymond wurde am 2. Januar 2001 in Nachfolge von John Edward McCarthy, der aus Altersgründen zurücktrat, Bischof von Austin. Am 12. Juni 2009 ernannte ihn Papst Benedikt XVI. zum Erzbischof von New Orleans. Die Amtseinführung fand am 20. August desselben Jahres statt.
Gregory Aymond ist Großoffizier des Ritterordens vom Heiligen Grab zu Jerusalem und Großprior der US-amerikanischen Statthalterei USA Southeastern des Ritterordens.
Vom 3. April 2019 bis zum 20. August 2020 war er zusätzlich für die Dauer der Sedisvakanz Apostolischer Administrator des Bistums Alexandria.